# Genderongelijkheid in de wetenschap
Genderongelijkheid in de wetenschap betreft de achterstand van vrouwen in de wetenschap; te denken valt aan inkomensongelijkheid of aan simpelweg minder vrouwen in het wetenschappelijke veld.

## Ongelijkheid in het heden

### Inkomensongelijkheid
Vrouwen verdienen over het algemeen minder dan mannen in bijna alle sectoren, inclusief de overheid en de academische wereld. Vrouwen worden ook minder snel benoemd in de hoogstbetaalde functies. Er wordt wel gezegd dat de verschillen in salaris, rang en succes tussen mannen en vrouwen veroorzaakt worden door de geringere professionele ervaring van vrouwen. De prestaties van vrouwen in de wetenschap nemen echter wel toe.
De lagere salarissen van vrouwen in de wetenschap komen ook in de statistieken naar voren.
Statistieken over de achterstand van vrouwen in de wetenschap laten zien dat zowel het aantal banen voor vrouwen als de inkomens van vrouwen lager liggen.:33
Claudia Goldin van Harvard concludeert in haar boek A Grand Gender Convergence: Its Last Chapter dat de gendergap in salaris sterk gereduceerd zou worden als bedrijven gestimuleerd zouden worden om op te houden met het bovenmatig belonen van werknemers die vooral lange uren maken of op bijzondere momenten werken.
Uit een onderzoek uit 2016 blijkt dat ook in Nederland salarisverschillen optreden bij wetenschappers. Vrouwelijke wetenschappers verdienen gemiddeld 13,7% minder dan mannelijke. Dit verschil wordt deels verklaard door een verschil in gemiddelde leeftijd; vrouwelijke wetenschappers zijn gemiddeld 4,5 jaar jonger dan mannelijke. Na correctie voor het leeftijdsverschil bedraagt de loonkloof 6,8%. Daarnaast is gebleken dat de salarissen van mannen sneller stijgen met hun leeftijd dan bij vrouwen het geval is.

### Ongelijkheid in aantallen

Aantal personen (v/m) in de VS met minstens een bachelordiploma

Vrouwen zijn ook ondervertegenwoordigd in de wetenschap vergeleken met hun aandeel in de totale werkende bevolking. Terwijl de Afro-Amerikaanse vrouwen 11% van de werkende bevolking vormen, zijn zij slechts met 3% vertegenwoordigd onder de wetenschappers en ingenieurs. Voor het aandeel vrouwen van "Hispanic" afkomst dat werkt, zijn deze cijfers respectievelijk 8% en 3% in de Verenigde Staten. Het aandeel van vrouwen van Indiaanse afkomst kon niet bepaald worden.
Vrouwen volgen net als mannen wetenschappelijk opleidingen. In de VK volgden in 2004/5 zelfs iets meer vrouwen dan mannen een hoge opleiding als totaal van alle exacte wetenschappen, geneeskunde, etc. Er waren echter wel verschillen van onderwerp tot onderwerp. Vrouwen waren meer vertegenwoordigd dan mannen bij biologie en geneeskunde. Mannen waren meer aanwezig bij wiskunde, natuur- en scheikunde, computerwetenschappen en engineering.
In de VS is in 2001 onderzoek gedaan over de banen van vrouwen met een technische of wetenschappelijke academische opleiding. Het bleek dat vrouwen vooral in het onderwijs werkten, en minder dan mannen in de zakenwereld of industrie.

#### Nederland
In Nederland komt de ongelijkheid tussen vrouwen en mannen onder andere tot uiting in het aantal hoogleraren dat wordt benoemd. Uit cijfers van de vereniging van Nederlandse universiteiten (VSNU) van eind 2009 bleek dat 12,4% van de Nederlandse hoogleraren vrouw was. Er was wel een toename te zien, want dit was ca. 3% meer dan in het jaar 2004. In 2015 bedroeg het percentage 17,1%. De groei van het aantal vrouwen aan universiteiten steeg in deze periode op alle functieniveaus, maar bij iedere stap in de carrière vallen er onevenredig veel vrouwen af. In 2009 is namelijk bijna de helft van alle promovendi vrouw (43,6%). Nederland is wat betreft het aantal vrouwelijk hoogleraren een van de slechtst presterende Europese landen. Begin 2017 bedraagt het aantal vrouwelijke hoogleraren 18% en is het percentage promovendi iets gedaald tov. 2009 en bedraagt 43,2%.

#### België
In België verzamelt het federale Instituut voor de gelijkheid van vrouwen en mannen (IGVM) algemene genderstatistieken. Daaruit blijkt dat ook in België in nauwelijks twee generaties tijd het verschil in (hoger) opleidingsniveau tussen vrouwen en mannen in grote mate verschoven is in het voordeel van vrouwen.:101 Maar uit de cijfers voor Vlaanderen blijkt dat ondanks de voorsprong van vrouwen bij behaalde masters (53-47%, 2011-2015), en zelfs nog sterker bij master na master (60-40%), hun aantal met een academische graad van doctor al terugvalt tot 49-51% in het voordeel van mannen. In het academiejaar 2016-2017 was de genderverhouding bij het aantal hoogleraren in alle Vlaamse universiteiten 27-73% in het voordeel van de mannen. Het totaal aantal onderzoekers in alle sectoren (overheid + privé) bedroeg volgens het federaal Instituut IGVM 38.225, waarvan 31,6% vrouwen (cijfers voor België, 2009, in vte).:113

#### Internationaal
De UNESCO raamde het aantal vrouwen, werkzaam in wetenschappelijk onderzoek, in 2014 wereldwijd op 28,8% Uitgesplitst naar wereldregio geeft dit volgend plaatje:
| Wereldregio                 | Percentage vrouwen |
| --------------------------- | ------------------ |
| Arabische landen            | 39,9               |
| Centraal- en Oost-Europa    | 39,6               |
| Centraal-Azië               | 47,2               |
| Oost-Azië & Pacific         | 22,9               |
| Latijns-Amerika & Caraïben  | 44,7               |
| Noord-Amerika & West-Europa | 32,2               |
| Zuid- en West-Azië          | 19,0               |
| Subsahara Afrika            | 30,4               |
| Wereld                      | 28,8               |

## Oorzaken ongelijkheid

### Lekkende pijpleiding
De oorzaken van al deze statistische verschillen zou kunnen liggen in de "lekkende pijpleiding". Onderzoek naar de deelname van vrouwen in de "harde" wetenschappen zoals natuurkunde en informatica spreken over de lekkende pijpleiding: vrouwen die op weg zijn naar een toppositie in de wetenschap blijken bij elke stap af te vallen. Dit gebeurt bijvoorbeeld bij de eerste interesse in wetenschap en wiskunde op de basisschool, tot aan de carrière stappen bij de promotie, postdoctoraal onderzoek en verdere stappen. De lekkende pijpleiding komt ook voor bij andere velden. Bij biologie bijvoorbeeld, ontvangen de laatste twee decennia net zoveel vrouwen als mannen een master, maar minder vrouwen brengen het tot een academische promotie. Het aantal vrouwelijke onderzoekers is de afgelopen twee decennia niet gestegen.
De oorzaken van de lekkende pijpleiding liggen in factoren buiten de academische wereld. Het zijn gebeurtenissen die vrouwen meemaken in dezelfde periode dat zij bezig zijn met hun opleiding en met een zoektocht naar wetenschappelijke functie. De belangrijkste factor is de vorming van een gezin. Terwijl vrouwen met een wetenschappelijke opleiding hun wetenschappelijke carrière voortzetten, kunnen zij tegelijk de rol gaan vervullen als moeder en mogelijk ook als echtgenote. Vooral de moederrol vergt een grote toewijding en aanwezigheid, die ten koste kunnen gaan van de inzet bij het werk. Waarschijnlijk is dit een van de oorzaken dat vrouwen minder benoemd worden in een vaste aanstelling in de wetenschap dan mannen na het verkrijgen van een academische promotie.
In Nederland spreekt een onderzoekster op dit gebied, Marise Born, echter van seksisme, dat een rol zou spelen bij benoemingen en selecties van bijvoorbeeld hoogleraren. Sollicitatiecommissies kozen in 2015 vaker voor een man dan een vrouw als hoogleraar. Dat zijn dus factoren die niet zozeer bij de vrouw zelf liggen.

### Beelden en andere maatschappelijke mechanismen
Uit het bovenstaande blijkt dat er tegenwoordig steeds meer vrouwen werkzaam zijn in de wetenschap. Vrouwen moeten zich echter nog steeds verweren tegen de verwachtingen die over vrouwen bestaan in relatie tot een wetenschappelijk onderzoek. In 1968 vroeg James Watson zich nog af wat de positie van de chemicus en ontdekker Rosalind Franklin in de industrie voor betekenis had gehad. Hij beweerde dat "de beste plaats voor een feministe een plek was in het laboratorium van een ander".
Vrouwen worden nog steeds bekritiseerd om hun uiterlijke voorkomen. In het geval van Franklin werd zij beoordeeld als iemand die onvrouwelijk was, omdat zij geen lippenstift droeg en ook geen uitdagende kleding. Veel vrouwen geloofden dat zij om erkenning te krijgen, hun vrouwelijke kwaliteiten moeten verbergen, zodat zij meer mannelijk leken te zijn. In het boek van Londa Schiebinger Has Feminism Changed Science? laat zij zien dat hoe mannen over hun onderzoek praten buiten het laboratorium. Hun gesprekken woorden voorafgegaan door praatjes over sport en dergelijke, waardoor vrouwen worden buitengesloten. Ter compensatie hiervan zoeken vrouwen elkaar op om over wetenschap te spreken, iets waar door mannen op wordt neergekeken.
Margaret Rossiter, een wetenschapshistorica uit de VS, ontwikkelde twee mechanismen die de achterstelde positie van vrouwen zouden kunnen verklaren:
1. "hiërarchische segregatie".[17] Het is een bekend maatschappelijk verschijnsel dat er minder vrouwen deelnemen in functies naarmate deze een hogere rang hebben of met meer macht of prestige gepaard gaan. Deze hiërarchische verschillen hebben tot gevolg dat er minder vrouwen dan mannen deelnemen aan hogere functies, zowel in de universitaire wereld als in de industrie. Uit gegevens die in 1982 verzameld zijn, bleek bijvoorbeeld dat vrouwen met een HBO opleiding (Bachelor diploma) 54% verdienden van het salaris van een man. Uit dezelfde bron bleek ook dat dit percentage elk jaar toenam.[18]
2. "territoriale segregatie".[1]:34–35 Deze term geeft aan dat vrouwen vaak werkzaam zijn in specifieke industrieën, of in specifieke categorieën van functies. Vrouwen blijken thuis te blijven, of banen aan te nemen in typisch vrouwelijke beroepen, terwijl mannen juist van huis gaan om te werken. Hoewel bijna de helft van de werknemers (buiten het leger) vrouw zijn, worden de laagstbetaalde banen meer bezet door vrouwen, of hebben vrouwen banen die als vrouwelijk gezien worden. Uit de statistieken bleekt dat 60% van de blanke vrouwen met een baan waarvoor een opleiding nodig is, verpleegsters, verzorgers of leraressen zijn.[19] Territoriale segregatie in de wetenschap trad met name op rond de jaren 1920 en 1930. Wetenschappelijke velden waren toen verdeeld tussen mannen en vrouwen. Mannen domineerden in de chemie, medische wetenschap en engineering. Vrouwen domineerden in de botanie, zoölogie en psychologie.

In Nederland spelen beelden een rol, zo blijkt uit onderzoek van Mineke Bosch. Bepaalde verhalen en plots dragen bij aan het vestigen van wetenschappelijke autoriteit. Een wetenschapper wordt vaak weergegevens als een geniale eenling. Vrouwen voldoen veelal niet aan dit beeld, doordat zij vaker een sociaal leven hebben, en eventueel ook kinderen.
In Nederland speelt ook de territoriale segregatie een rol. Het aantal academische promoties verschilt per vakgebied tussen mannen en vrouwen. Vrouwen promoveren vaker in gezondheidswetenschappen, mannen in de exacte wetenschappen.

### De rol van de media
In 2013 viel het de journalist Christie Aschwanden op dat als media berichtten over vrouwelijke wetenschappers, deze vooral de sekse van de wetenschapper benadrukken. Zij stelde een checklist voor om dit benadrukken van de sekse te voorkomen, de "Finkbeiner test". De test werd o.a. geciteerd door critici van het in memoriam van de in 2013 overleden raketwetenschapper Yvonne Brill. De New York Times begon het artikel over haar namelijk met de woorden: "She made a mean beef stroganoff".

## Inspanningen om vertegenwoordiging van vrouwen te vergroten

### Nederland
In Nederland bestaan diverse organisaties die zich bezighouden met een betere vertegenwoordiging van vrouwen in de wetenschap en techniek. Zo is de Vereniging van vrouwen met hogere opleiding VVAO een netwerk van hoger opgeleide vrouwen, dat zich inzet voor positieverbetering. In 2001 is het Landelijk Netwerk Vrouwelijke Hoogleraren opgericht die zich richt op gendergelijkheid binnen academische functies van de universiteiten. Ook algemene beroepsverenigingen en organisaties zoals NWO zetten zich in voor een betere genderbalans in de wetenschap.
De KNAW heeft een prijs ingesteld voor vrouwen in de wetenschap, de Merianprijs, De eerste daarvan werd in 2011 toegekend aan Naomi Ellemers, hoogleraar Sociale Psychologie.
Op 11 januari 2017 maakte minister Bussemaker bekend dat zij 100 extra hoogleraren wilde aan laten stellen in 2017, bovenop de 200 die al gepland waren tot 2020.

### België
In België bestaan verschillende organisaties die de genderongelijkheid in de wetenschap willen herstellen. Naast het officiële, federale Instituut voor de Gelijkheid van Vrouwen en Mannen (IGVM) werken Vlaamse organisaties als RoSa en het (Belgische) BeWISe.

### Groot-Brittannië
Een aantal organisaties is opgezet om de vooroordelen te bestrijden waardoor meisjes geen carrière in de wetenschap kiezen. In het VK is de WISE Campaign opgezet (WISE staat voor Women into Science, Engineering and Construction) evenals het UKRC (The UK Resource Centre for Women in Science, Engineering and Technology). Deze organisaties proberen industrie, universiteiten en andere opleidingen te informeren over het belang van veranderingen in de traditionele benadering van loopbaanadvies en selectie van personeel. Een punt dat daarbij onder de aandacht wordt gebracht is dat de inzet van competente vrouwen ervoor zorgt dat hun talent niet verloren gaat voor de nationale Britse wetenschap.
Daarnaast bestaat sinds 1919 in het VK The Women's Engineering Society die vrouwen ondersteunt die werken in de engineering en exacte wetenschappen. Daarnaast heeft de British Computer Society een groep BCSWomen, die meisjes informeert over een carrière in de ICT. Ook deze organisatie ondersteunt vrouwen die al in dit vakgebied werkzaam zijn.

### Verenigde Staten
In de VS is de Association for Women in Science een van de belangrijkste organisaties voor vrouwen in de wetenschap. In 2011 werd de Scientista Foundation opgericht om vrouwen te stimuleren om vooral in de wetenschap te blijven werken. Er zijn ook diverse organisaties gericht op mentorschap, zoals de Science Club for Girls, die studentes koppelt aan meisjes die nog op de middelbare school zitten. In 2013 organiseerde de Grolier Club in New York een expositie met als titel "Extraordinary Women in Science & Medicine: Four Centuries of Achievement", waarin het leven en werk van 32 vrouwelijke wetenschappers onder de aandacht werd gebracht.
Het veiligheidsinstituut van de VS (The National Institute for Occupational Safety and Health) maakte een videoserie waarin verhalen van vrouwen werkzaam bij dat instituut verteld werden.

### Internationaal
Op 20 december 2013 stemde de Algemene Vergadering van de Verenigde Naties een resolutie over wetenschap, technologie en innovatie voor ontwikkeling, waarin werd erkend dat volledige en gelijke toegang tot en deelname aan wetenschap, technologie en innovatie voor vrouwen en meisjes van alle leeftijden absoluut noodzakelijk is voor het bereiken van gendergelijkheid en de empowerment van vrouwen en meisjes. Op 22 december 2015 werd op basis hiervan 11 februari uitgeroepen tot “Internationale dag van vrouwen en meisjes in de wetenschap”. De beslissing steunde vooral op voorbereidend werk van UNESCO en UN-Women, de VN-taakgroep voor gendergelijkheid.